# 杏花嶺区
杏花嶺区（きょうかれい-く）は中華人民共和国山西省太原市に位置する市轄区。

## 行政区画
- 街道:巨輪街道、三橋街道、鼓楼街道、杏花嶺街道、壩陵橋街道、大東関街道、職工新街街道、敦化坊街道、澗河街道、楊家峪街道
- 鎮:中澗河鎮